# Campoverde (Aprilia)
La frazione di Campoverde fu a lungo nota col nome di Campomorto e fu il tenimento più vasto dell'agro romano con una estensione di 4.309 rubbie pari a circa 7.975 ettari.

Secondo il Catasto Annonario redatto da Nicola Maria Nicolai confinava con le tenute delle Castella, Conca, Carroceto, Carrocetello, Casal della Mandria, Campo di Carne e con i territori di Velletri, Civita Lavinia, Nettuno e Cisterna.

## Storia
La tenuta era nota fin dal XIII secolo con il nome di S. Pietro in Formola o in Formis per la presenza di numerosi fossati (lat. Formis) scavati fin da età remota per liberare il terreno dalle acque stagnanti.
Dipendente dal monastero di S. Alessio all’Aventino, il suo abate ne cedette il diritto di enfiteusi ai Frangipane i quali a loro volta cedettero questo diritto agli Annibaldi che lo tenevano a metà del XIV secolo. Successivamente passò ai Savelli: essi, rei di aver preso le armi contro papa Eugenio IV, vennero privati del diritto e se ne dispose il diroccamento della torre del castello di San Pietro de Forma, per essere  concesso per tre generazioni al condottiero Antonio de Rido che, tuttavia, rivendette il possesso alla Sede Apostolica, nella persona di papa Niccolò V, per 9000 ducati.
In quel documento veniva compreso dai confini del tenimentum Castri Asturi, il tenimentum Civitatis Velletri, il tenimentum Castri Neptuni, il tenimentum Conchae, il tenimentum Civitatis Laviniae, il Casalis quod dicitur Verposae (tenuta di Buon Riposo), il casalis quod dicitur Lazaria, il tenimentum quod dicitur Fusignanum ed il tenimentum delle Castella S. Janni.
La tenuta conservò questa denominazione fino al termine del XV secolo quando il 21 agosto 1482 vi si tenne una battaglia tra le truppe papali e quelle del duca di Calabria che subì una disfatta tale da far assumere a quel territorio il nuovo nome di Campo morto.
Il territorio, che per oltre la metà del suolo era occupato da luoghi macchiosi e per il resto presentava frequenti aree occupate da pantani rendendolo largamente malsano ed umido, tanto da essere dichiarato luogo di asilo per incentivarne lo stanziamento di famiglie che vi si dedicassero alla coltivazione, venne interamente bonificato nella prima metà del XX secolo.
Dal 1958 ha assunto il nome di Campoverde come frazione del comune di Aprilia.